# Maršovice (Nové Město na Moravě)
Maršovice (německy Marschowitz) je vesnice, část města Nové Město na Moravě v okrese Žďár nad Sázavou. Nachází se asi 2,5 km na sever od Nového Města na Moravě. Prochází zde silnice II/354. V roce 2009 zde bylo evidováno 104 adres. V roce 2001 zde trvale žilo 230 obyvatel.
Maršovice leží v katastrálním území Maršovice u Nového Města na Moravě o rozloze 4,02 km2.

## Pamětihodnosti
- Maršovská rychta – původně barokní rychta, empírově upravená. V současnosti slouží jako hotel a restaurace.
- kaplička na návsi